# Certonotus mogimbensis
Certonotus mogimbensis är en stekelart som beskrevs av Cheesman 1936. Certonotus mogimbensis ingår i släktet Certonotus och familjen brokparasitsteklar. Inga underarter finns listade i Catalogue of Life.